# NGC 3693
NGC 3693 este o emission-line galaxy⁠(d) situată în constelația Cupa. A fost descoperită în 27 martie 1786 de către William Herschel. Se află la o distanță de 44,87 de megaparseci de Pământ.